# Dana Stubblefield
Dana William Stubblefield (né le 14 novembre 1970 à Cleves) est un footballeur américain.

## Enfance
Stubblefield étudie à la Taylor High School de North Bend.

## Carrière

### Université
Il entre à l'université du Kansas où il intègre l'équipe de football américain des Jayhawks. Il se distingue au poste de defensive tackle et est nommé parmi un des meilleurs joueurs universitaires de la promotion 1993.

### Professionnel
Dana Stubblefield est sélectionné au premier tour du draft de la NFL de 1993 par les 49ers de San Francisco au vingt-sixième choix. Il éclabousse la NFL de son talent dès son année de rookie en réalisant 10,5 sacks et obtient le prix de Rookie défensif de l'année 1993. Il est sélectionné pour les Pro Bowl des saisons 1994 et 1995 mais fait une saison 1996 creuse. Il revient en forme en 1997 en réalisant 15 sacks dans la saison et est nommé joueur défensif de l'année.
Devenu agent libre à la fin de son contrat, Stubblefield signe avec les Redskins de Washington mais il se blesse lors de sa saison d'arrivée dans son nouveau club et ne joue que sept matchs. Les saisons suivantes sont moyennes et Dana n'arrive pas à retrouver son niveau qu'il avait à San Francisco.
En 2001, il revient vers les 49ers où il joue deux saisons avant d'être remercié. En 2003, il signe avec les Raiders d'Oakland et remporte le Super Bowl XXIX, bien qu'il n'ait joué que la moitié des matchs de la saison régulière. Libéré dès ce trophée, il signe avec les Patriots de la Nouvelle-Angleterre mais une blessure lors du camp d'entraînement oblige l'équipe à se séparer de lui. 

## Controverse
Lors de l'enquête sur le dopage de l'athlète Marion Jones, le nom de Stubblefield ainsi que de quelques-uns de ses coéquipiers des Raiders et d'autres sportifs comme Jones sont retrouvés sur la liste de clients du laboratoire BALCO (Bay-Area Laboratory Co-Operative) fournissant des drogues permettant aux sportifs de voir leurs performances s'élever. Dana réfute ces accusations mais il s'avérera que le natif de Cleves avait menti aux agents chargés de l'affaire. Il coopérera ensuite avec les agents fédéraux et ceux de la NFL pour divulguer les noms des joueurs, agents et entraîneurs ayant eu recours à ce type de dopage.

## Palmarès
- Sélection au Pro Bowl lors des saisons 1994, 1995 et 1997
- Équipe All-Pro de la saison 1997
- Seconde équipe All-Pro de la saison 1995
- Rookie défensif de la saison 1993
- Joueur défensif de la saison 1997
- Vainqueur du Super Bowl XXIX